# غو هاندز
غو هاندز (باليابانية: 株式会社ゴーハンズ، بالروماجي: Kabushiki-gaisha Gōhanzu) هو استوديو رسوم متحركة ياباني، تأسيس من من قبل استوديو ساتلايت في أغسطس 2008، ويقع مقره أوساكا.

## أعمال الاستوديو

### مسلسلات أنمي تلفزيونية
- سيتوكاي ياكويندومو (2010)[1]

- كي (2012)[2]
- هاند شيكرز (2017)

## وصلات خارجية
غو هاندز على موقع ANN company (الإنجليزية)